# Liste der Monuments historiques in Diemeringen
Die Liste der Monuments historiques in Diemeringen führt die Monuments historiques in der französischen Gemeinde Diemeringen auf.

## Liste der Bauwerke
| Bezeichnung                       | Beschreibung                                              | Standort                      | Kennzeichnung | Schutzstatus | Datum | Bild           |
| --------------------------------- | --------------------------------------------------------- | ----------------------------- | ------------- | ------------ | ----- | -------------- |
| Synagoge                          | 1867/68 nach Plänen des Architekten Louis Furst errichtet | 10, rue du Vin (Lage)         | PA67000030    | Inscrit      | 1999  | weitere Bilder |
| Protestantische Kirche            | 1768/69 nach Plänen von Friedrich-Joachim Stengel gebaut  | Grand rue (Lage)              | PA00084694    | Inscrit      | 1985  | weitere Bilder |
| Jüdisches Schulhaus               | mit Mikwe; 1853 bis 1862 erbaut                           | 9, rue du Vin (Lage)          | PA67000031    | Inscrit      | 1999  | weitere Bilder |
| Mittelalterliche Stadtbefestigung | im 13. und 14. Jahrhundert erbaut, 1677 zerstört          | 27, impasse du Château (Lage) | PA67000032    | Inscrit      | 1999  | weitere Bilder |